# Суботичко-хоргошка пешчара
Суботичко-хоргошка пешчара је пешчара која се налази на крајњем северу Србије и њене покрајине Војводине, уз саму границу са Мађарском. Са својом површином од око 250 km² друга је највећа пешчара у Војводини након Делиблатске.

## Географска подела
Ова пешчара има неколико географски раздвојених целина, неколико мањих и једну велику. Највећа целина је део изнад Суботице — Суботичка пешчара, на површини од око 150 km² која је у прошлости представљала важно виноградарско подручје са квалитетним винима (ризлинг, модра франковка, кадарка). Затим ту је Таванкутска пешчара, издвојена целина на око 8,5 km удаљености ка западу. Она је готово као пешчано острво у лесном покривачу, иако има исте одлике као и Суботичка, те је вероватно да су некад биле и повезане. Као потврда томе је да се на растојању између њих налази дински рељеф, мозаично са црним песком и издвојеним динама жутог песка, а преко границе, у правцу места Мељкут и Томпа те две пешчаре се без прекида спајају, те се не узевши у обзир државну границу – коју природа и не познаје – могу сматрати једном целином. Ову чињеницу показује и релативно униформни биљни покривач, који је због изолације пољопривредом на сваком делу пешчаре у ствари остатак из природних епоха, чак од након последњих глацијација Леденог доба. У томе лежи јединственост сваке пешчаре, због чега је највећи део и ове, Суботичко-хоргошке заштићено добро са статусом предела изузетних одлика и резервата природе (Селевењ).

#### Суботичка пешчара
На понеким мапама се јавља као синоним за целу Суботичко-хоргошку пешчару, што је неисправно скраћивање, пошто се Суботичка пешчара налази полукружно тик изнад града Суботице (по чему је и тако названа). Протеже се од источне обале Келебијског језера на западу до речице Киреш на истоку. Јужним делом се наслања на језера, Палићко, Крваво, Лудошко и некадашње Слано језеро, док се на северу преко границе ова пешчара без прекида наставља у правцу Кишкунхалаш и Кечкемет, представљајући део Велике низије у Мађарској (мађ. Kiskunsági homokvidék, Kiskunsági-homokhát, Duna–Tisza közi homokhátság).
Иако се генерално сматра да постоји линија разграничења између педолошких целина пешчаре и лесне заравни Телечке, та граница није јасна јер се песак одувек ширио путем овде преовладавајућег северца (кошава није изражена). Северни и северозападни ветар дува највећим делом године, тако да песак пешчаре навејава лесну зараван са прелазом у такозвани црни песак, то јест ритску црницу и чернозем измешане са песком.

#### Хоргошка пешчара
Следећу нешто распарчану целину – додуше ретко описивану засебно – представља Хоргошка пешчара ка истоку, до реке Тисе и њених бивших меандра. Само насеље Хоргош већим делом је под песком, а поред ове пешчаре ту је и пешчара пустаре Сентпетри (мађ. Szentpéteri-puszta) у Малој Ђали југоисточно од насеља, као и делови око Мале Пијаце и Малог Песка. Предео око Хоргоша је мозаична целина забарених лесних, слатинастих и песковитих терена. Већи део је у историјско време био под виноградима.

### Опис и опште карактеристике
Пешчара се простире у правцу од северозапада према југоистоку, те је тако и нагнута. На југоистоку постепено прелази у лесну зараван. Дине се пружају у истом правцу као и сама пешчара, висине су 4-6 m. Иако није никада била толико сува и беживотна као Делиблатска пешчара, Суботичка пешчара је одувек била део Бачке са најнеплоднијим земљиштем и великим уделом песка. Најбоље очувани делови пешчаре су под шумом, док је мањи део прекривен плантажним виноградима и воћњацима.
Највећа надморска висина Суботичко-хоргошке пешчаре је 137 м на њеном северозападном делу, а најнижа 95 м на подручју Хоргоша. Дубина подземне воде је као и код осталих пешчара у еколошком погледу пресудна одлика, која овде чини 2–8 m. Реакција песка је —pH 7,00-8,20, док се проценат хумуса креће у границама од 0,21-11,51% у зависности од врсте песка. Сивожути песак је веома слабо хумозан, док су забарени и црно иловасти пескови далеко плоднији.

### Историја и постанак
Историјат пешчаре је добро обрађен и постоје бројни радови о томе. Према мишљењу велике већине геолога навејавање и таложење овдашњег песка одиграло се током млађег плеистоцена (дилувијума), и то у времену глацијација. Према класичној теорији, у летњем периоду реке су доносиле песак и муљ алпских и карпатских глечера у топљењу, а у зимском, када би се реке повлачиле у корита, ветрови су развлачили и таложили тај материјал на лесне и пешчарске терене.
Пошто је пешчара у највећем делу њене историје била покретни или "живи песак" била је актуелна тема његово везивање пошумљавањем. Истина, делови пешчаре – пре свега уз забарене депресије и долине речица – све до 18. века биле су покривене природном храстовом шумом, међутим она је покрчена. Постоје периоди у животу пешчаног предела када шуме уопште није било, или је покривач дрвенастих врста представљало само шибље, а пешчара имала шумостепски карактер. Ту спознају имамо на основу карата аустроугарских војних премера, са којих се може реконструисати и динамика пошумљавања које је интензивније започело од друге половине 18. века. Прво организовано пошумљавање изведено је у пролеће 1771. године у деловима "Јасеновац" и "Агина бара".

## Географија

### Орографске прилике
Површинско-рељефне, односно геоморфолошке факторе чине еолски наноси леса и песка (едафски фактори), чија је дебљина 100-140 м. Код песка, значајне су површинске формације групе дина и међудинских депресија, облика насталих издувавањем и еолском ерозијом песка. Данас су ове природне творевине еродиране и делом смањене, не издвајају се више оштро јер им је површина везана услед гајења култура и пошумљавања. Из биолошког погледа велика је разлика између сувих врхова и гребена дина и међудинских удолина које су влажније, због присуства непропусне глине повремено поплављене, и због подизања соли ту се стварају слатине, сасвим посебна еколошка целина. Површински облици рељефа у значајној мери су утицали на настанак разноликог биљног покривача.

### Хидрографски услови
На подручју пешчаре нема водених токова изузев речице Кереш (или Киреш), а порозност песка омогућава брзо понирање атмосферских падавина, тако да се вода само кратко задржава на површини. Забарени и мочварни делови су права реткост.

### Климатски фактори
Климу подручја карактерише степско-панонска верзија континенталне климе са жарким летима, оштрим зимама и јаким ветровима. Релативна влажност ваздуха је ниска, а сушни периоди чести. Средња годишња температура износи 10,9 °C. Годишња сума падавина је мерена у обиму 555 до 605 mm. Климатски екстреми у виду летње пустињске климе (са температурама до 40 °C у августу) и зимских честих мразева (и до –27 °C у фебруару) чини опстанак многим организмима, као и одржавање квалитетних шума човеку тешким. Једина повољна бројка односи се на годишњи обим дужине сунчаних сати, која износи 2.141 часова, што се граничи са условима на Приморју.

### Природне одлике
Суботичко-хоргошку пешчару карактерише мозаични распоред различитих типова станишта, условљен наведеним еколошким, едафским и климатским факторима. Из тих разлога живи свет је не само богат већ и специфичан. Размењују се 3 типа станишта: пешчарска, степска и мочварна. Подручје има карактер шумо-степе, са већим и мањим шумским комплексима, већином антропогеног порекла. Шуме су слабог квалитета, багрем, копривић, амерички јасен и друге алохтоне врсте су најзаступљеније, док су домаће сиве тополе и беле тополе у малим самониклим целинама. Храст лужњак је некад покривао већи део површине (што доказују геоботаничко-поленолошка испитивања), али је до данас готово истребљен.
Најзначајнија и највреднија су влажна станишта формирана на подлози низијског тресета у долини речице Киреш, као и предели Селевењске пустаре, где се песак у својим депресијама сусреће са влажним ливадама слатинастог карактера. Овде је на појединим местима још и дан данас поред великог антропогеног притиска на средину у пролеће прави тепих дивљег цвећа (орхидеја, шафрана и перуника). Флору одликује присуство пешчарских ендема и субендема, од којих је некима ово једино налазиште у Србији. Такви су пешчарски мразовац, шафрањика, пешчарски или касни каранфил, пешчарска перуника, пешчарски различак, ковиље и др. Постоје извесне сличности између флоре ове и Делиблатске пешчаре, али је утврђено да то због велике удаљености и није тако изражено.
Фауна је такође интересантна, са забележених 170 врста птица (по чему је подручје уврштено у међународно значајно за птице – IBA), и присутног мноштва бескичмењака, гмизаваца, водоземаца и сисара, од којих се издвајају степски гуштер, барска корњача, птица модроврана, инсект велики балегар. Да ово подручје још увек може да изненади скривеним вредностима доказ су две новије откривене врсте: мала популација лептира мочварни мравник и панонска подврста слепог кучета. Обе животиње су изузетно ретке, овом слепом кучету (Nannospalax leucodon superspecies montanosyrmiensis) је рецимо цела светска популација заступљена једино у Карпатском басену. Обе врсте зависе од специфичних еколошких услова: лептир од паралелног присуства биљке крвара и неких мрава, а слепо куче (свега око 100 примерака) се повукло на задње остатке непреоране степе уз саму државну границу. Овај налаз је значајан и практично сензационалан, јер се мислило да је ово слепо куче већ изумрло.